# Saison 4 de Camping Paradis
 (avril 2020).
Si vous disposez d'ouvrages ou d'articles de référence ou si vous connaissez des sites web de qualité traitant du thème abordé ici, merci de compléter l'article en donnant les références utiles à sa vérifiabilité et en les liant à la section « Notes et références ».
 (avril 2020).
Chronologie
Saison 3 Saison 5
Cet article présente les épisodes de la quatrième saison de la série télévisée Camping Paradis.

## Distribution

### Acteurs principaux
- Laurent Ournac : Tom Delormes, le propriétaire du camping
- Princess Erika : Rosy, responsable de l'accueil
- Patrick Guérineau : Xavier Proteau, barman
- Géraldine Lapalus : Amandine Joubert-Garnier, responsable des sports
- Thierry Heckendorn : André Durieux, régisseur
- Jennifer Lauret : Ariane Leroy (épisode 1) ,kiné du camping

### Acteurs secondaires
- Patrick Paroux : Christian Parizot (épisodes 1-3 & 5), vacancier grincheux
- Franz-Rudolf Lang : Gilles (épisodes 3 & 4), vacancier ayant réservé sur vacansoleil
- Julien Cafaro : Hervé  (épisode 5) , petit ami de Jean-Pi

## Liste des épisodes

### Épisode 1:Le combat des chefs!
- France : 15 octobre 2012 sur TF1

- France : 6,23 millions de téléspectateurs (24,2 % de part de marché)[1] (première diffusion)

- Patrick Braoudé : Jean-Paul Véron
- Patricia Malvoisin : Catherine Véron
- Julien Garcia : Cédric Véron
- Caroline Bal : Anna
- Pierre Deny : Serge, le père de Marion
- Delphine McCarty : Marion
- Laurent Mouton : Manu
- Marie Béraud : Léa

### Épisode 2:Le Prince du Camping
- France : 12 novembre 2012 sur TF1

- France : 6,82 millions de téléspectateurs (25,6 %)[2] (première diffusion)

- Catherine Marchal : Rosalie
- Bernard Alane : Bertrand
- Paola Marques Dos Santos : Sophie
- Manuel Gélin : François
- Alexandre Le Provost : Michel
- Naby Dakhli : Alexandre
- Florence Coste : Alice
- Arnaud Koller-Chevalier : Jean-Edouard
- Juliette Delacroix : Laura
- Nirupama Nityanandan : La mère d'Alexandre
- Asil Raïs : Le père d'Alexandre
- Suzy Pilloux : La femme à la valise
- Luc Laurenzatto : Le campeur suédois
- Albert Lerda : Le campeur du bateau
- Lavinia Centrone : La campeuse au panier
- Jean-Pierre Gourdain : Le père de l'enfant

### Épisode 3:Fashion-week au Camping
- France : 14 janvier 2013 sur TF1

- France : 5,84 millions de téléspectateurs (22,3 %)[3] (première diffusion)

- Gabrielle Lazure : Béatrice, la mère d'Amandine
- Emmanuelle Boidron : Murielle Herbel
- Léa Bosco : Séverine Legendre
- Marie Vincent : Madame le maire
- Nicolas Grandhomme : Christophe Legendre
- Guillaume Dolmans : Mathieu

- Cet épisode est le premier épisode dans lequel Gilles et Parizot apparaissent tous les deux.
- Nicolas Grandhomme rejouera dans les épisodes Éclipse au camping et Premières amours.

### Épisode 4:Indiana Camping
- France : 18 février 2013 sur TF1

- France : 5,70 millions de téléspectateurs (21,7 %)[4] (première diffusion)

- Laurent Olmedo : Alain
- Gabriella Ostier : Julie
- Jean-Pascal Lacoste : Jean-Pat
- Manu Joucla : Bertrand
- Cyrielle Debreuil : Daphné
- Ferdinand Milon : Matthieu
- Maxime Flourac : Campeur 1
- Roland Munter : Campeur 2

### Épisode 5:Western Camping
- Belgique : 17 février 2013 sur RTL-TVI
- France : 25 mars 2013 sur TF1

- Belgique : 520 000 téléspectateurs (27,2 %)[5] (première diffusion)
- France : 6,04 millions de téléspectateurs (22,7 %)[6] (première diffusion)

- Julien Cafaro : Hervé
- Pierre-Arnaud Juin : Patrick Duroi
- Élodie Bollée : Juliette Duroi
- Romain Deroo : Vincent Cordier
- Laurence Porteil : Céline Jolivel
- Jean-Gabriel Nordmann : Sven Nilsson
- Guillaume Clement : Guillaume Jolivel
- Antoine Bory : Le petit fils Nilsson
- Serge Lopez : Le râleur 1
- Nader Soufi : Le râleur 2
- Marc Brun : Le râleur 3
- Catherine Brun : La râleuse 1
- Isabelle Bondiau : La râleuse 2

- Cet épisode est le seul épisode à ce jour dans lequel Hervé apparaît sans Jean-Pi.
- Parizot attend juillet le reste de l'année, Tom, lui attend le mois d'août.
- Parizot explique qu'il a la même démarche que Clint Eastwood.

### Épisode 6:La Nuit des étoiles
- Belgique : 18 mai 2013 sur RTL-TVI
- France : 27 mai 2013 sur TF1

- Belgique : 275 000 téléspectateurs (17,5 %)[7] (première diffusion)
- France : 6,44 millions de téléspectateurs (24,3 %)[8] (première diffusion)

- Éric Métayer : Franck
- Éric Laugérias : Thierry Martin
- Marie Piton : Séverine Martin
- Oriane Bonduel : Jeanne
- Pierre Douglas : Henri
- Indiana Vianelli : Stéphanie Martin
- Thomas Reisch : Hugo
- Maléna Barillaro : Anaïs
- Enzo Tomasini : Mathias
- Rémi Gayrard : L'ado sanitaire 1
- Arnaud De Matteis : L'ado sanitaire 2

- Cet épisode est le premier épisode dans lequel aucun personnage secondaire ou récurrent n'est présent avant "Notre Belle Famille" et "Nos années Camping".
- Princess Erika (Rosy) apparaît pour la dernière fois, mais la raison de l'absence de son personnage ne sera jamais évoquée.
- La Nuit des Étoiles existe vraiment et a lieu autour du 10 août.
- Cet épisode est une référence partielle au film Madame Doubtfire pour l'intrigue de Frank. C'est aussi l'un des rares épisodes où on entend Tom jurer.
- Quand Tom livre le courrier à Jeanne (Oriane Bonduel), il pleut. Alors que 2 minutes avant et après, il fait un magnifique soleil.